# Дмитриевка (Астраханская область)
Дмитриевка — село в Ахтубинском районе Астраханской области России. Входит в состав Покровского сельсовета.

## География
Село находится в северо-восточной части Астраханской области, на границе Волго-Ахтубинской поймы и степной зоны, на расстоянии примерно 15 километров (по прямой) к северо-западу от города Ахтубинск, административного центра района. Абсолютная высота — 4 метра над уровнем моря.

Климат умеренный, резко континентальный. Характеризуется высокими температурами летом и низкими — зимой, малым количеством осадков, а также большими годовыми и летними суточными амплитудами температуры воздуха.

## История
Ойконимы Зубовка и Дмитриева (Дмитриевка) восходят к фамилии и имени помещика графа Дмитрия Александровича Зубова, стоящего у истоков формирования данного поселения.
В 1799 году к Дмитриевке было приписано 65 душ мужского пола. В «Списке населенных мест Российской империи» 1859 года село упомянуто как владельческая деревня Дмитриева (Зубовка), Царевского уезда (1-го стана), при затоне Куркинского ерика, расположенная в 55 верстах от уездного города Царева (ныне село в Ленинском районе Волгоградской области). В деревне насчитывалось 23 дома и проживало 144 человека (77 мужчин и 67 женщин). Имелась православная часовня. В 1900 году на средства местных крестьян была возведена небольшая церковь, существовавшая до 1938 года.

## Население
| 2002 | 2010 |
| ---- | ---- |
| 91   | ↘19  |

По данным Всероссийской переписи, в 2010 году численность населения села составляла 19 человек (11 мужчин и 8 женщин).

## Улицы
Уличная сеть села состоит из 1 улицы (ул. Набережная).